# Дахув
Дахув (пол. Dachów, нім. Dachow) — село в Польщі, у гміні Бобровиці Кросненського повіту Любуського воєводства.
Населення — 111 осіб (2011).
У 1975-1998 роках село належало до Зеленогурського воєводства.

## Демографія
Демографічна структура станом на 31 березня 2011 року:
|          | Загалом | Допрацездатний вік | Працездатний вік | Постпрацездатний вік |
| -------- | ------- | ------------------ | ---------------- | -------------------- |
| Чоловіки | 57      | 5                  | 51               | 1                    |
| Жінки    | 54      | 12                 | 34               | 8                    |
| Разом    | 111     | 17                 | 85               | 9                    |